# 山崎郷宣
山崎 郷宣（やまざき さとのぶ、生没年不詳）は、江戸時代後期の仙台藩士。山崎郷家を祖とする佐々木氏族山崎氏仙台藩士家7代目当主。武頭や仙台藩の国後島警備隊の副隊長を勤める。小笠原流弓術などに通じた武術家でもある。
通称は源太左衛門。諱は初めは郷家、のちに郷宣。隠居後の号は半也。父は山崎平太。

## 経歴
小笠原流弓術や剣徳流剣術、馬法礼、真極流柔術などの武芸諸般に通じ、仙台藩の子弟の教導にあたる。
文化露寇によって文化5年（1808年）に幕府は仙台藩に警備兵派兵を命じられ択捉島や国後島、函館に総勢1700人が派兵されたが、郷宣はこのうちの高野雅樂を備頭とする国後島警備軍の副隊長となる。